# Målartjärnarna, Ångermanland
Målartjärnarna är en sjö i Nordmalings kommun i Ångermanland och ingår i Leduåns huvudavrinningsområde.